# 札幌市立白楊小学校
札幌市立白楊小学校（さっぽろしりつ はくようしょうがっこう）は、北海道札幌市北区にある公立小学校。1954年開校。

## 沿革
第二次世界大戦終戦後、札幌市の北24条付近には外地や占領地に居住していた引揚者が多数帰還・居住した。当時は札幌市立幌北小学校が北24条付近の引揚者児童を引き受けていたが、1950年ごろから住民が増えるとともに児童数が増加し、教育に支障をきたすようになった。1952年には同校の「父母と先生の会」が中心となって小学校新設運動を開始し、1954年に北24条に白楊小学校が設立、引揚者児童を引き受けた。
白楊小学校は10月に幌北小学校から687人の児童を迎えて開校し、1955年4月までにさらに106人を幌北小学校から迎えた。引揚者などの移動は当時頻繁に起きており、1955年度には白楊小学校全体で300人の転入と80人の転出があった。
2020年時点では1学年あたり約70人が在籍している。

## 海外との関わり
札幌市は1959年11月からアメリカ合衆国オレゴン州ポートランド市と都市提携を結んでおり、白楊小学校も1967年2月にコリンズビュー校と、1991年7月にスイットン小学校と提携した。1998年度には、札幌市立桑園小学校と共に、アイスホッケーやドリームキャッチャー作りなどに代表されるカナダ文化教育が行われた。その後もインドネシアや中国・韓国の学生が両校の国際理解教育へ参加した。